# Swietłana Buraga
Swietłana Władimirowna Buraga (ros. Светлана Владимировна Бурага; ur. 4 września 1965 w Mińsku) – białoruska lekkoatletka specjalizująca się w wielobojach, uczestniczka letnich igrzysk olimpijskich w Seulu (1988). W czasie swojej kariery reprezentowała również Związek Socjalistycznych Republik Radzieckich (do 1991) oraz Wspólnotę Niepodległych Państw (1992).

## Sukcesy sportowe
- halowa mistrzyni ZSRR w pięcioboju – 1987[1]
- dwukrotna mistrzyni Białorusi w biegu na 100 metrów przez płotki – 1992, 1993[2]
- mistrzyni Białorusi w siedmioboju – 1997

| Rok  | Miasto    | Zawody                    | Konkurencja | Wynik         |
| ---- | --------- | ------------------------- | ----------- | ------------- |
| 1988 | Seul      | Igrzyska olimpijskie      | siedmiobój  | 10. miejsce   |
| 1993 | Stuttgart | Mistrzostwa świata        | siedmiobój  | brązowy medal |
| 1995 | Barcelona | Halowe mistrzostwa świata | pięciobój   | 4. miejsce    |

## Rekordy życiowe
- bieg na 100 metrów przez płotki – 12,83 – Mińsk 01/07/1988
- siedmiobój – 6635 – Stuttgart 17/08/1993 (rekord Białorusi)
- pięciobój (hala) – 4697 – Senftenberg 25/02/1988